# Маргарет Кембъл
Маргарет Кембъл (на английски: Margaret Campbell, 24 април 1883 г. – 29 юни 1939 г.) е американска актриса от времето на нямото кино.

## Биография
Родена е в град Сейнт Луис, Мисури, на 24 април 1883 г. Актьорската си кариера започва с роли на Бродуей, като участва в постановки на „Хамлет“ и „Венецианския търговец“ през 1910 г. По-късно започва да участва във филми, партнирайки на съпруга си – актьора от германски произход Джоузеф Суикард. Маргарет Кембъл се оттегля от екрана в зората на епохата на озвучените филми.

### Смърт
През 1939 г. Маргарет Кембъл е убита – тя е изнасилена и пребита до смърт с чук. Нейният син Кембъл Макдоналд първоначално е заподозрян за убийството, както и това на руската танцьорка Аня Сосойева, която е пребита до смърт, и за изнасилването на актрисата Делия Богард. По-късно тези обвинения са снети и Макдоналд е оневинен, след като полицията залавя действителния извършител на тези престъпления, ДеУит Клинтън Кук.
Погребана е в необозначен гроб в гробище в Южен Лос Анджелис.

## Филмография
Маргарет Кембъл има участия в петнадест неми филма:
- The Laundry Girl (Перачаката) (1919)
- The Price of Innocence ('Цената на невинността) (1919)
- Please Get Married (Моля, ожени се) (1919)
- Their Mutual Child (Тяхното общо дете) (1920)
- Notorious Miss Lisle (Известната Мис Лайсли) (1920)
- In the Heart of a Fool (В сърцето на един глупак) (1920)
- Lying Lips (Лъжливи устни) (1921)
- The Girl in the Taxi (Момичето в таксито) (1921)
- Eden and Return (Идън и Завръщането) (1921)
- Don't Shoot (Не стреляйте) (1922)
- Top o' the Morning (Топ Утро) (1922)
- Confidence (Доверие) (1922)
- Legally Dead (Юридически мъртъв) (1923)
- The Clean-Up (Разчистване) (1923)
- His Mystery Girl (Неговото тайнствено момиче) (1923)
- The Dangerous Blonde (Опасната блондинка) (1924)
- The Fast Worker (Бързият работник) (1924)
- The Home Maker (Проектантът) (1925)
- The Lady from Hell (Лейди от ада) (1926)
- Monte Carlo (Монте Карло) (1926)
- The Better Man (По-добър човек) (1926)
- Children of Divorce (Деца по време на развод) (1927)
- Wages of Conscience (Отплатата на съвестта) (1927)
- One Hysterical Night (Една истерична нощ)(1929)
- Take the Heir (Вземи наследник) (1930)